# Шелтон, Ли «Стаггер»
Ли «Стаггер» Шелтон (англ. Lee Stagger Shelton; 16 марта 1865 — 11 марта 1912) — американский преступник, осуждённый за убийство в 1895 году и умерший в тюрьме. Прототип «Стаггера» Ли, архетипической фигуры афро-американского бандита в многочисленных песнях (преимущественно блюзах), и позднее — образа жестокого убийцы в американском городском фольклоре и музыке.

## Биография
Ли Шелтон по прозвищу «Стаггер» вырос в афроамериканской семье в Сент-Луисе. Официально работал водителем автобуса, а фактически был сутенёром, представителем банды «чёрных» сутенёров Сент-Луиса, называвшей себя «маки» (Macks). На рождественской вечеринке 25 декабря 1895 года Ли Шелтон застрелил в ходе пьяной ссоры в салуне своего коллегу и друга 25-летнего Уильяма «Билли» Лайонса, почти немедленно был схвачен и приговорён к 25-летнему тюремному заключению. Ли Шелтон скончался 11 марта 1912 года в больнице тюрьмы штата Миссури от туберкулёза 17 лет спустя после своего преступления.

## Архетип
Заурядная криминальная разборка между двумя сутенёрами неожиданно получила громкую известность после появления блюзовой композиции «Stagger Lee». Точное время её появления, равно как и авторство, неизвестно, впервые она упомянута в сборнике «чёрного» фольклора вышедшем в 1910 году. Впоследствии песня перепевалась и переиначивалась не раз, «Стаггер» Ли получал всё новые и новые черты, менялось даже написание его имени и семантика прозвища («StagoLee», «Stacker Lee», «Stack-a-Lee»). Общим в блюзовых композициях оставался образ неуправляемого, своевольного, жестокого и «по-уличному мудрого» чёрного гангстера, отвергающего законы белого общества и презирающего белую полицию.
Со временем, однако, «Стаггер» Ли начал утрачивать специфично афро-американские черты — так известный блюзмен Уильям Кристофер Хэнди назвал его на ирландский манер «Stack O’Lee» в своей одноимённой композиции. К образу «Стаггера» Ли как трикстера криминального мира в том или ином виде обращались многие англоязычные исполнители — в том числе Боб Дилан, Дюк Эллингтон, Джонни Доддс, Тим Хардин, Ник Кейв, Тадж Махал, а также группы The Clash, Trophy Scars и The Black Keys.